# Calle 96 (línea de la Avenida Lexington)
La Calle 96 (96th Street en inglés) es una estación local de la línea de la Avenida Lexington del metro de la ciudad de Nueva York. Localizada en la intersección de la avenida Lexington y la calle 96 en Carnegie Hill barrio de Manhattan, es transitada por los trenes 6 (todo el tiempo), y por los trenes 4 (nocturno).
En la estación se encuentran dos plataformas laterales. Las vías expresas están en un nivel superior y no son visibles desde la estación. Un cruce es proveído con mosaicos en el mezanine con las palabras City Suite, encargada en 1994. Hay nuevos mosaicos con las palabras "96th Street", con una ventana cerca del mezanine con vista haca las vías, dando una vista hacia los trenes que van arribando desde el sur.

## Conexiones de autobuses
- M96

M98,
M101,
M102,
M103